# Nothormosia
Nothormosia is een ondergeslacht van het geslacht van insecten Amphineurus binnen de familie steltmuggen (Limoniidae).

## Soorten
Deze lijst van 18 stuks is mogelijk niet compleet.
- A. (Nothormosia) blackballensis (Alexander, 1953)
- A. (Nothormosia) cacoxenus (Alexander, 1925)
- A. (Nothormosia) edentulus (Alexander, 1939)
- A. (Nothormosia) fimbriatulus (Alexander, 1925)
- A. (Nothormosia) gracilisentis (Alexander, 1922)
- A. (Nothormosia) harrisi (Alexander, 1922)
- A. (Nothormosia) hastatus (Alexander, 1925)
- A. (Nothormosia) horni (Edwards, 1923)
- A. (Nothormosia) insulsus (Hutton, 1902)
- A. (Nothormosia) longi (Alexander, 1950)
- A. (Nothormosia) meridionalis (Alexander, 1924)
- A. (Nothormosia) nothofagi (Alexander, 1925)
- A. (Nothormosia) otagensis (Alexander, 1922)
- A. (Nothormosia) patruelis (Alexander, 1925)
- A. (Nothormosia) recurvans (Alexander, 1922)
- A. (Nothormosia) spinulistylus (Alexander, 1925)
- A. (Nothormosia) subglaber (Edwards, 1923)
- A. (Nothormosia) tortuosus (Alexander, 1923)